# Euploea linnaei
Euploea linnaei är en fjärilsart som beskrevs av Nicéville 1896. Euploea linnaei ingår i släktet Euploea och familjen praktfjärilar. Inga underarter finns listade i Catalogue of Life.